# Willy Donau
Hermann Willy Donau (* 23. Juni 1885 in Leutzsch; † 28. April 1959 in Berlin) war ein deutscher Gewerkschafter und leitender Mitarbeiter im Ministerium für Arbeit und Gesundheitswesen der DDR.

## Leben
Donau besuchte die Mittelschule und Gewerbeschule der Polytechnischen Gesellschaft mit dem Abschluss Feinmechaniker. 1904–1906 arbeitete er in der Metallindustrie und besuchte Kurse in der Arbeiterbildungsschule und der freien Hochschule in Berlin, 1904 trat er in die SPD ein und ging 1906–1914 nach Paris als Korrespondent für verschiedene deutsche, österreichische und schweizerische Gewerkschaftszeitungen und Mitarbeiter bei sozialdemokratischen Parteizeitungen. 1916–1920 war er für die Gewerkschaftsbewegung in Nürnberg tätig, Ende 1918 Referent für Betriebsrätefragen und Schlichtungswesen in Sozial- und Wirtschaftsverwaltung der Demobilmachungsstelle Nord-Bayern sowie März – Oktober 1920 politischer Redakteur bei der Fränkischen Tagespost.
Im Oktober 1920 wurde er Regierungsrat im Reichsamt für Arbeitsvermittlung bzw. in der Reichsarbeitsverwaltung, zuständig für grundsätzliche Fragen der Arbeitsvermittlung. Am 1. Mai 1925 folgte er als Direktor des Berliner Zweigamts der Internationalen Arbeitsorganisation (ILO) Alexander Schlicke und übernahm die Hauptschriftleitung der Zeitschrift Internationale Rundschau der Arbeit. 1933 wurde er aufgrund des Gesetzes zur Wiederherstellung des Berufsbeamtentums entlassen und floh Ende 1933 nach Genf, wo er bis Herbst 1939 in der ILO die Abteilung für deutschsprachige ILO-Veröffentlichungen leitete sowie erneut die Hauptschriftleitung der Internationale Rundschau der Arbeit übernahm. 1939 ging er für die ILO nach Kanada, kehrte aber nach Deutschland zurück und wurde 1941 permanenter Mitarbeiter der Zeitschrift „Soziale Praxis“ sowie Übersetzer in der Auslandsabteilung des Arbeitswissenschaftlichen Instituts (AWI) der Deutschen Arbeitsfront.
1945 wurde er Mitarbeiter beim Bundesvorstand Berlin des FDGB, zuständig für sozialpolitische Auslandsinformationen, am 1. Oktober 1945 Referatsleiter in der Deutschen Zentralverwaltung der Industrie (Rechtsabteilung, Arbeitsrechtsfragen) und trat 1946 in die SED ein. Am 15. Juli 1946 wurde er Leiter des Abschnitts Zählung und Lenkung der Arbeitskraft bzw. Erfassung der arbeitsfähigen Bevölkerung (in den Städten und auf dem Lande) in der Deutschen Verwaltung für Arbeit und Sozialfürsorge, deren 3. Vizepräsident als Nachfolger von Albert Voss er 1947 wurde.
1949 wechselte er ins Ministerium für Arbeit und Gesundheitswesen der DDR unter Luitpold Steidle (CDU) und leitete ab dem 1. Januar 1950 die Abteilung Finanzen und Statistik im Zentralvorstand der Sozialversicherung.